# Малейковский сельсовет
Малейковский сельсовет (бел. Малейкаўскі сельсавет) — административная единица на территории Брагинского района Гомельской области Республики Беларусь. Административный центр — агрогородок Малейки.

## История
Создан 8 декабря 1926 года в составе Брагинского района Речицкого округа. С 9 июня 1927 года по 26 июля 1930 года в Гомельском округе. С 15 января 1938 года в Полесской области, с 8 января 1954 года — в Гомельской области. С 25 декабря 1962 года — в Брагинском районе.
29 ноября 2005 года упразднены хутор Пацков и посёлок Стежерное, 20 августа 2008 года — деревня Городок.

## Состав
Малейковский сельсовет включает 9 населённых пунктов:
- Заречье — деревня
- Котловица — деревня
- Малейки — агрогородок
- Новый Мокрец — деревня
- Петрицкое — деревня
- Селец — деревня
- Старый Мокрец — деревня
- Стежерное — деревня
- Тельман — деревня

Упразднённые населённые пункты: 
- Городище — деревня
- Городок — деревня[3]
- Пацков — хутор[2]
- Стежерное — посёлок[2]

## Население
Согласно переписи населения 2009 года на территории сельсовета проживало 1239 человек, среди которых 95,4 % — белорусы.